# 亞姆尼察
48°58′57″N 24°42′22″E / 48.98250°N 24.70611°E

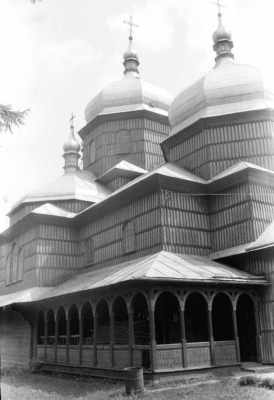
当地教堂

亞姆尼察（烏克蘭語：Ямниця），是烏克蘭西部伊萬諾-弗蘭科夫斯克州伊万诺-弗兰科夫斯克区亚姆尼察市镇内的村落及其行政中心。始建於1440年，面積20.8平方公里，2024年人口3,000，人口密度每平方公里161.8人。